# Calosopsyche dearmasi
Calosopsyche dearmasi är en nattsländeart som först beskrevs av Lazar Botosaneanu 1980.  Calosopsyche dearmasi ingår i släktet Calosopsyche och familjen ryssjenattsländor. Inga underarter finns listade i Catalogue of Life.